# Acido ditionoso
L'acido ditionoso è un ossiacido dello zolfo, la cui formula molecolare è H2S2O4. È instabile in forma pura, ma i suoi sali, noti come ditioniti, sono stabili.